# Michiel Buckx
Johannes Michiel Buckx, SCI, (Born, 6 augustus 1881 - Sittard, 22 september 1946) was een Nederlands geestelijke van de Rooms-Katholieke Kerk en apostolisch vicaris van Finland.
Johannes Michiel Buckx was de zoon van Hubertus Mathias Buckx en Anna Judith Rutten. Na zijn schoolopleiding trad hij in bij de Priestercongregatie van het Heilig Hart van Jezus (SCI). Hij studeerde filosofie en theologie in Leuven en Rome; in 1906 vond zijn promotie in de theologie plaats. Hij werd op 9 juni 1906 priester gewijd. In juni 1918 werd hij benoemd tot rector van het juvenaat in Bergen op Zoom. In augustus 1919 volgde zijn benoeming tot provinciaal van zijn congregatie.
Op 20 maart 1921 werd Buckx benoemd tot apostolisch administrator van Finland. Op 23 mei 1923 vond zijn benoeming plaats tot (eerste) apostolisch vicaris van Finland en tot titulair bisschop van Doliche. Zijn bisschopswijding vond plaats op 15 augustus 1923.
Op 26 juli 1933 legde Buckx het vicarisambt neer en ging terug naar Nederland. Aan de universiteit van Nijmegen doceerde hij vervolgens moraaltheologie
Buckx overleed na een lang ziekbed op 65-jarige leeftijd.
- Nederlandse Thesaurus van Auteursnamen: 155950797
- Virtual International Authority File: 286090282
- WorldCat: E39PBJgXgMTmgFCvbktDBf9MT3